# Siedlungswasserwirtschaft in Deutschland
Die Siedlungswasserwirtschaft in Deutschland ist im Vergleich zu anderen Industrieländern unter anderem durch folgende Merkmale charakterisiert:
- geringer Wasserverbrauch pro Kopf: 125 Liter/Kopf/Tag (2022)[1] im Vergleich zu 165 in Frankreich und mehr als 260 in den USA
- hoher Grad tertiärer Abwasserklärung: 94 % des städtischen Abwassers wird entsprechend den strengsten EU-Normen geklärt, einschließlich Nährstoffeliminierung, im Vergleich zu Frankreich (36 Prozent) und England/Wales (39 Prozent)[2] und
- sehr geringe Leitungsverluste von nur 7 % im Vergleich zu 19 % in England und Wales, 26 % in Frankreich und 29 % in Italien.[3]
- hohe Wasserpreise: Die Gebühren pro Kubikmeter sind in Deutschland gemeinsam mit jenen in Dänemark die höchsten im Vergleich unter den 16 Industrieländern. Allerdings ist die durchschnittliche Wasserrechnung aufgrund des geringeren Wasserverbrauchs in Deutschland nicht höher als in anderen Ländern.[3]

Die Zuständigkeit für die öffentliche Trinkwasserversorgung und Abwasserentsorgung liegt bei den Gemeinden unter der Aufsicht der Bundesländer. Verbände spielen eine wichtige Rolle. Wie auch in anderen Mitgliedsstaaten der EU werden Richtlinien zu einem großen Teil durch die EU festgelegt. In den vergangenen Jahrzehnten zeichnet sich ein Trend weg von Regiebetrieben hin zu privatwirtschaftlich organisierten kommunalen Unternehmen ab.

## Zugang zu Trinkwasserversorgung und Abwasserentsorgung
Mehr als 99 % der Bevölkerung in Deutschland sind an ein Trinkwassernetz angeschlossen. Der verbleibende Anteil versorgt sich selbst durch Brunnen. 93 % der Bevölkerung sind an die öffentliche Abwasserentsorgung angeschlossen. Während Haushalte in Süddeutschland und im Westen Deutschlands überwiegend an ein Mischsystem angeschlossen sind, sind Haushalte in Nord- und Ostdeutschland (mit Ausnahme Thüringens) mehrheitlich an ein Trennsystem angeschlossen.
In Deutschland haben (Stand 2020) die Kanalisationsrohrsysteme zusammengenommen eine Länge von insgesamt etwa 600.000 Kilometer.

## Häuslicher Wasserverbrauch
Etwa 80 % des öffentlichen Trinkwasserverbrauchs entfallen auf den häuslichen Verbrauch und kleine Betriebe. Der verbleibende Anteil entfällt auf Industriebetriebe, die durch das öffentliche Netz versorgt werden (14 %), und sonstige Nutzer (6 %).
Der Wasserverbrauch in Deutschland ist der zweitniedrigste unter 14 europäischen Ländern. Er beträgt nur einen Bruchteil des Wasserverbrauchs in Nordamerika. Trotz Prognosen über steigenden Wasserverbrauch sank der Verbrauch tatsächlich von 145 Litern pro Kopf und Tag im Jahr 1990 auf 125 Liter pro Kopf und Tag im Jahr 2022. Im selben Zeitraum ist die Wasserförderung um 26 % zurückgegangen. Das entspricht einer Reduzierung um 1,75 Mrd. m³.
Der geringere Wasserverbrauch kann negative Auswirkungen haben. So kann es nötig werden, gelegentlich Trinkwasser in die Kanalisation einzuspeisen, um das Stagnieren von Abwasser zu verhindern. Durch langsam fließendes Trinkwasser kann in den Leitungen die Wahrscheinlichkeit einer gesundheitsgefährdenden Rekontamination im Leitungsnetz steigen. Derzeitige Forschungsergebnisse zeigen, dass bei Netzen, die den Anforderungen der Trinkwasserverordnung und der DIN 2000 entsprechen, keine Erhöhung der Koloniezahlen im Trinkwasser durch Stagnation zu erwarten ist.
Eine geringere Entnahme von Grundwasser kann außerdem zu Schäden am Fundament von Gebäuden aufgrund eines zu hohen Grundwasserspiegels führen.

## Wasserressourcen und öffentliche Trinkwasserversorgung
Wasser ist in Deutschland generell nicht knapp, abgesehen von gelegentlicher örtlich begrenzter Trockenheit. Öffentliche Trinkwasserversorgungsunternehmen entnehmen nur 2,7 Prozent der erneuerbaren Wasserressourcen in Deutschland, oder 5,1 Milliarden Kubikmeter von 188 Milliarden Kubikmetern, die im langjährigen Mittel jährlich zur Verfügung stehen. Insgesamt beträgt die jährliche Wasserentnahme aller Wassernutzer zusammen 32,3 Milliarden Kubikmeter (rund 17 Prozent). Etwa 83 Prozent des verfügbaren Wasserangebots werden nicht genutzt.
Die öffentliche Trinkwasserversorgung bezieht ihr Wasser aus folgenden Quellen:
- 65 % Grundwasser
- 9 % Quellen
- 5 % durch Uferfiltrat
- 21 % aus Oberflächenwasser[7][4]

## Servicequalität
Die Servicequalität der Trinkwasserversorgung in Deutschland ist in der Regel gut. Die Versorgung ist in den meisten Fällen kontinuierlich, unter angemessenem Druck und das verteilte Trinkwasser von hoher Qualität. Die Bestimmungen der EU-Trinkwasserrichtlinie werden eingehalten. Das gesamte gesammelte Abwasser wird geklärt. 94 % des städtischen Abwassers wird entsprechend den strengsten EU-Normen geklärt, einschließlich Nährstoffeliminierung. Dieser Anteil ist weit höher als in Frankreich (36 Prozent) oder in England und Wales (39 Prozent).

## Zuständigkeit für Trinkwasserversorgung und Abwasserentsorgung

### Direkte Zuständigkeit
Die öffentliche Trinkwasserversorgung und Abwasserentsorgung in Deutschland fällt in die Zuständigkeit der Gemeinden. Die Gemeinden können ihrerseits die Erfüllung der aus dieser Zuständigkeit resultierenden Aufgaben an kommunale Unternehmen, öffentlich-private Partnerschaften, Zweckverbände oder privatwirtschaftliche Unternehmen delegieren. Es gibt in Deutschland mehr als 6.000 öffentliche Trinkwasserversorger und etwa 6.000 Abwasserentsorger. Bei den meisten handelt es sich um Regiebetriebe kleinerer Gemeinden. Im Gegensatz zum Strom- und Gasmarkt, der weitgehend von privaten Unternehmen bewirtschaftet wird, ist die Wasserversorgung in Deutschland zu mehr als 90 % in kommunaler Hand.

#### Trinkwasserversorgung
Unter den 1.266 größeren Trinkwasserversorgern sind etwa 15 % Eigenbetriebe; 16 % Zweckverbände; 63 % Eigenunternehmen, die entweder im öffentlichen, gemischten oder privaten Eigentum sind. 6 % der Trinkwasserversorger sind Wasser- und Bodenverbände. Nur 3,5 % der Trinkwasserversorger sind in privatem Eigentum (es sind keine Angaben verfügbar über den Anteil der Unternehmen in gemischtem Eigentum, eine zunehmend häufigere Form des Eigentums). Viele Trinkwasserversorger sind Unternehmen, die auch Strom, Gas und/oder Fernwärme anbieten und in diesen Bereichen den größten Teil ihres Umsatzes erzielen.

#### Abwasserentsorgung
Während in einigen Fällen das gleiche Unternehmen für die Trinkwasserversorgung, die Abwasserentsorgung und die Regenwasserbewirtschaftung zuständig ist, werden in den meisten Fällen Wasser und Abwasser in derselben Gemeinde von verschiedenen Versorgern bewirtschaftet. Anders als die Trinkwasserversorgung ist die Abwasserentsorgung in Deutschland eine hoheitliche Kernaufgabe der Gemeinden. Dies impliziert, dass die Abwasserentsorgung von der Umsatzsteuer sowie von der Gewerbesteuer und Körperschaftssteuer freigestellt ist. Es bedeutet auch, dass nur öffentlich-rechtliche Unternehmen für die Abwasserentsorgung und Regenwasserbewirtschaftung zuständig sein können. Die meisten Gemeinden betreiben daher die Abwasserentsorgung und Regenwasserbewirtschaftung direkt in Form von Regiebetrieben. Weniger als 10 % der Abwasserentsorger sind Eigenbetriebe mit eigenständiger Rechtspersönlichkeit. Allerdings können die Gemeinden oder die kommunalen Eigenbetriebe Betreiberverträge mit privaten Unternehmen abschließen. Unter den 900 größten Abwasserentsorgern haben etwa 10 % Betreiberverträge für den Betrieb der Kanalisation abgeschlossen. 12 % haben Betreiberverträge über den Betrieb von Kläranlagen abgeschlossen.

#### Versorgungsunternehmen in Deutschland (Auswahl)

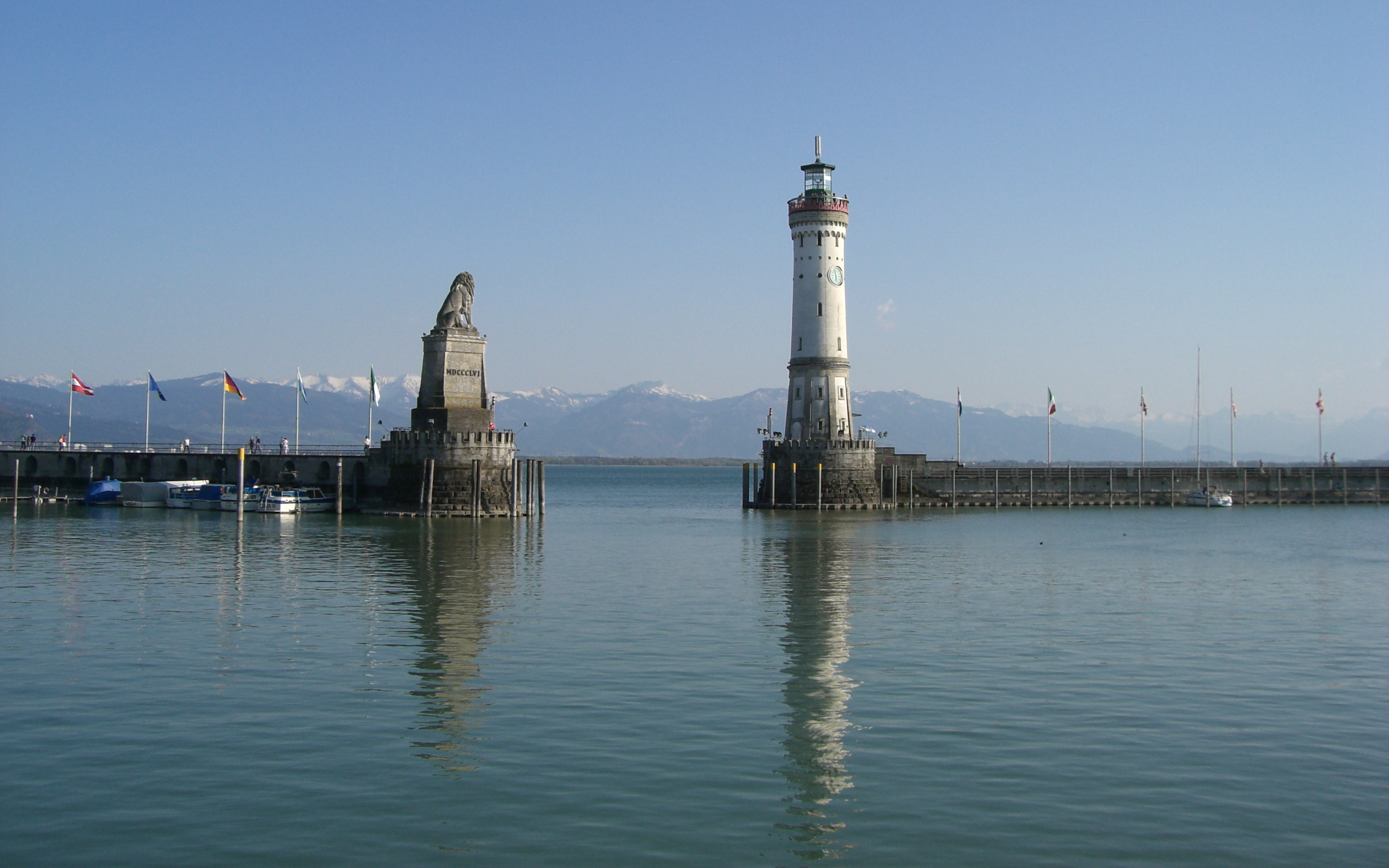
Der Bodensee, hier zu sehen in Lindau, versorgt nicht nur die an ihm gelegenen Ortschaften, sondern auch 320 zum Teil weit entfernte Städte und Gemeinden in Baden-Württemberg direkt oder indirekt mit Trinkwasser

- Die Berliner Wasserbetriebe sind ein landeseigenes Unternehmen der Stadt Berlin. Sie versorgen 3,5 Millionen Menschen mit Wasser und entsorgen das Abwasser von 3,9 Millionen Menschen.[12]
- Die Bodensee-Wasserversorgung ist ein 1954 gegründeter Zweckverband mit Sitz in Stuttgart zur Deckung des Wasserbedarfs in vielen Gemeinden der wasserarmen Schwäbischen Alb und im Großraum Stuttgart. Heute versorgt sie als eine der größten deutschen Fernwasserversorgungen etwa vier Millionen Menschen in rund 320 Städten und Gemeinden in weiten Teilen Baden-Württembergs  mit Trinkwasser aus dem Bodensee. Das Versorgungsgebiet erstreckt sich vom Bodenseegebiet im Süden bis nach Bad Mergentheim und Tauberbischofsheim im Norden.
- Die swb AG, Nachfolgerin der Stadtwerke Bremen, versorgt über ihre Tochtergesellschaften die Städte Bremen und Bremerhaven mit Trinkwasser, die Abwasserentsorgung erfolgt über die hanseWasser Bremen GmbH.
- Die DREWAG, Stadtwerke Dresden GmbH, stellt Strom, Erdgas, Trinkwasser und Fernwärme bereit. Anteilseigener sind zu 90 % die Stadt Dresden und zu 10 % die Thüga AG.
- Eines der größten rein privaten Wasserunternehmen in Deutschland ist die Gelsenwasser AG, die rund 3,2 Millionen Einwohner in Nordrhein-Westfalen mit Wasser und Gas versorgt und deren Abwasser entsorgt. Dies geschieht im Rahmen von Konzessionsverträgen mit 39 Gemeinden.[13]
- Die 2006 gegründete Hamburg Wasser versorgt mehr als 2 Millionen Menschen mit Wasser und entsorgt ihr Abwasser. Sie umfasst die Hamburger Wasserwerke und die Hamburger Stadtentwässerung.[14]
- Die Landeswasserversorgung ist ein kommunaler Zweckverband in Baden-Württemberg. Das Unternehmen mit Sitz in Stuttgart wurde 1912 gegründet und gehört zu den größten Fernwasserversorgungen Deutschlands. Es versorgt rund 3 Millionen Einwohner in ca. 250 Gemeinden im Nordosten Baden-Württembergs unter anderem mit Wasser aus der Donau.
- Ein großes öffentliches Eigenunternehmen, das mehrere verschiedene Infrastrukturdienstleistungen anbietet, ist die Mainova AG in Frankfurt am Main, die Wasser, Strom, Gas und Fernwärme bereitstellt.[15]
- Die RheinEnergie AG versorgt Köln und Gemeinden im Kölner Umland mit Strom und Wasser. Sie ist zu 80 % im Besitz der stadteigenen GEW Köln AG und zu 20 % im Besitz der RWE-Gruppe.[16]
- Die Stadtwerke München zählen zu den größten Energieversorgungsunternehmen Deutschlands und bieten Wasser, Strom, Gas und Fernwärme an. Alleingesellschafterin ist die Landeshauptstadt München.[17]
- Die neun Wasserwirtschaftsverbände in Nordrhein-Westfalen, darunter der Ruhrverband und der Wupperverband betreiben Kläranlagen, Talsperren sowie Messanlagen für Wasserqualität und Wasserstände. Es handelt sich bei ihnen um Körperschaften des öffentlichen Rechts.

### Zuständigkeit für die Setzung politischer Rahmenbedingungen und Regulierung
Die Zuständigkeit für die Setzung politischer Rahmenbedingungen und die Regulierung der Trinkwasserversorgung und Abwasserentsorgung in Deutschland liegt gemeinsam bei der EU, dem Bundestag und den Landesparlamenten. Die EU bestimmt die Rahmengesetzgebung für die Wasserqualität und Wasserwirtschaft.
Die Organisation der öffentlichen Trinkwasserversorgung und Abwasserentsorgung verbleibt allerdings in der Zuständigkeit der Mitgliedsstaaten. Insbesondere schreibt der europäische Gesetzgeber nicht vor, ob die Abwasserbeseitigung öffentlich-rechtlich oder privatrechtlich zu erfolgen hat. Die Länder spielen eine Schlüsselrolle, indem sie entscheiden, ob die den Gemeinden obliegende Pflicht zur Abwasserbeseitigung auf juristische Personen des Privatrechts übertragen werden darf. Sie setzen unter anderem den gesetzlichen Rahmen für die Genehmigung von Wasser- und Abwasserpreisen. Gemeinden üben indirekt Einfluss auf die Politikgestaltung aus durch ihre Verbände (den Deutschen Städtetag und den Deutschen Städte- und Gemeindebund).
Anders als in angelsächsischen Ländern gibt es in Deutschland keine autonomen Regulierungsbehörden für Wasser und Abwasser. Die Bundesnetzagentur ist für die Regulierung der Bereiche Telekommunikation, Post, Strom, Gas und Schienenverkehr zuständig, nicht aber für die Trinkwasserversorgung und Abwasserentsorgung, deren Regulierung in die Zuständigkeit der Länder fällt.
Die von Unternehmen erhobenen Wasserpreise werden durch die Landesbehörden reguliert, in der Regel durch die als Landeskartellbehörden agierenden Landeswirtschaftsministerien. Dies kann nach Prüfung des Antrags durch einen unabhängigen Wirtschaftsprüfer geschehen. Die von kommunalen Eigenbetrieben oder Gemeinden direkt erhobenen Wasser- und Abwassergebühren hingegen unterliegen nicht direkt der Länderaufsicht, sondern werden von den Gemeinden festgelegt, die wiederum in letzter Instanz von den Landesinnenministerien reguliert werden. Während das Kartellrecht es den Wirtschaftsministerien ermöglicht, auf niedrigere Wasserpreise zu dringen, gibt die Kommunalaufsicht den Innenministerien der Länder kein Instrument an die Hand, zur Senkung von Wasser- und Abwassergebühren in die kommunale Selbstverwaltung einzugreifen. In Hessen sind von 399 Wasserversorgern nur 47 Unternehmen, die Preise erheben, während 352 Eigenbetriebe sind, die Gebühren erheben. Die großen Städte Hessens werden allerdings ausnahmslos von Eigenunternehmen versorgt.
In Stadtstaaten wie Berlin, Hamburg und Bremen stellt der Wirtschaftssenator sowohl in seiner Rolle als Aufsichtsratsvorsitzender des Versorgungsunternehmens den Antrag zur Gebührenerhöhung und prüft und genehmigt ihn in seiner Rolle als Wirtschaftssenator, was offensichtlich einen Interessenkonflikt bedeutet. Im Falle einiger privater Unternehmen (wie z. B. Gelsenwasser) werden Konflikte über die Erhöhung von Gebühren durch einen gemeinsam bestimmten Schiedsrichter aufgrund von durch Wirtschaftsprüfer erstellten Gutachten entschieden.
Die Trinkwasserqualität wird von Versorgungsbetrieben selbst sowie von den Gesundheitsbehörden der Gemeinden und Landkreise überwacht.

### Verbände
Unternehmens-, Berufs- und Branchenverbände spielen ebenfalls eine bedeutende Rolle im Rahmen der verbandlichen Selbstverwaltung. Neben den kommunalen Verbänden gibt es mehrere technisch-wissenschaftliche Verbände, die bei der Entwicklung technischer Standards, beim Benchmarking und bei der Bildungsarbeit eine wichtige Rolle übernehmen. So sind DWA und des DVGW in der Facharbeiter- und Meisterausbildung sowie deren kontinuierlicher Fort- und Weiterbildung stark engagiert. Als Verbände sind aktiv:
- Verband kommunaler Unternehmen (VKU)
- Deutscher Städtetag
- Deutscher Städte- und Gemeindebund
- Bundesverband der Energie- und Wasserwirtschaft (BDEW)
- Deutsche Vereinigung für Wasserwirtschaft, Abwasser und Abfall (DWA)
- Deutsche Verein des Gas- und Wasserfaches (DVGW)
- Arbeitsgemeinschaft Trinkwassertalsperren (ATT)
- Arbeitsgemeinschaft der Wasserwirtschaftsverbände in Nordrhein-Westfalen (AGW)
- Deutsches Talsperrenkomitee
- Deutsche Bund der verbandlichen Wasserwirtschaft (DBVW)

### Entwicklung in den neuen Bundesländern
In der DDR war die Siedlungswasserwirtschaft in 15 Wasser- und Abwasserbetriebe (VEB WAB) gegliedert gewesen, deren Versorgungsgebiet jeweils einem Bezirk der DDR entsprach. Mit der Wiedervereinigung wurden die VEBs in 660 kommunale Betriebe überführt (Rekommunalisierung). Gleichzeitig wurden oft überdimensionierte Anlagen, insbesondere Kläranlagen, erstellt, so dass die neuen kommunalen Betriebe die Kostenlast kaum tragen konnten und wirtschaftlich kaum lebensfähig waren. Hinzu kam, dass in der ersten Wiedervereinigungseuphorie das westdeutsche Abwassermodell ohne Änderungen übernommen wurde. Statt an preisgünstigen wie effektiven dezentralen Verfahren der Abwasserreinigung zu arbeiten, wurden zentrale Verfahren mit kilometerlangen Hauptsammlern errichtet. Laut einer Analyse des Bundesverbandes Bürgerinitiativen Umweltschutz (BBU) waren die Fehlplanungen auch darauf zurückzuführen, dass einige westdeutsche Ingenieurbüros den ahnungslosen Bürgermeistern überteuerte und wenig sachgemäße Anlagen für die Wasserver- und Abwasserentsorgung aufschwatzten.
All diese Gründe zusammen führten dazu, dass in den meist dünn besiedelten ostdeutschen Ländern Anlagen entstanden, die nicht wirtschaftlich zu betreiben sind und die Verbraucher mit unverhältnismäßig hohen Beiträgen und Gebühren belasten.
Laut dem BBU stehen die Politiker, Experten und Bürger jetzt vor der paradoxen Situation, dass die Wasser- und Abwasserverbände in vielen Fällen zu klein geraten sind, deren Anlagen aber oftmals viel zu groß ausgelegt wurden. Sinnvoll wäre es laut dem BBU gewesen, eine dezentrale Hardware zu installieren, die Software aber zentral vorzuhalten. Dies hätte dezentrale oder halb-dezentrale Anlagen bedeutet, die aber von größeren Wasser- und Abwasserverbänden mit hohem Know-how und qualifiziertem Personal zentral betreut und gesteuert worden wären – bei einem Höchstmaß an Mitsprachemöglichkeiten und Transparenz für die Verbraucher.

### Jüngere Entwicklungen: Liberalisierungsdebatte und Modernisierung
Im Jahr 2000 regte eine vom Bundeswirtschaftsministerium in Auftrag gegebene Studie die Liberalisierung der Trinkwasserversorgung und die Konkurrenz zwischen benachbarten Versorgungsunternehmen an in Analogie zum Strom- und Telekommunikationssektor. Der Vorschlag stieß auf scharfe Kritik, unter anderem durch das Umweltbundesamt (UBA) und die Gemeindeverbände, die negative Folgen für Gesundheit und Umwelt befürchteten.
Der Liberalisierungsvorschlag wurde nicht weiter verfolgt. Allerdings nahm die Zahl der öffentlich-privaten Partnerschaften zu und der Trend zur Schaffung kommunaler Eigenunternehmen in privatwirtschaftlicher Rechtsform hält weiter an.
Als Reaktion auf die Liberalisierungsdebatte verabschiedete der Bundestag auf Antrag der SPD und der Grünen 2001 einen Beschluss zur nachhaltigen Wasserwirtschaft. Der Beschluss lehnte die Liberalisierung des Wassersektors ab, empfahl jedoch die Zusammenlegung kleinerer Versorgungsbetriebe, höhere Wettbewerbsfähigkeit und eine allgemeine Modernisierung des Sektors, unter anderem durch systematisches Benchmarking. Im Jahr 2005 verabschiedeten die sechs einschlägigen Verbände einen Beschluss, durch den das Benchmarking gefördert werden soll auf der Grundlage einer Methode der International Water Association.

## Effizienz

### Wasserverluste
Wasserverluste im Verteilungsnetz wurden auf nur 7 % im Jahr 2001 geschätzt im Vergleich zu 11 % im Jahr 1991. Laut einer vom BGW in Auftrag gegebenen Studie betragen die entsprechenden Verluste in England und Wales 19 %, in Frankreich 26 % und in Italien 29 %.
Damit sind die Wasserverluste in Deutschland nicht nur die geringsten unter diesen vier Ländern, sondern auch die geringsten weltweit. Die Studie behauptet, dass ihre Methodik einen akkuraten Vergleich erlaubt, unter anderem dadurch, dass als Löschwasser und zum Reinigen der Leitungen verwendetes Wasser in allen Vergleichsländern aus den Verlusten herausgerechnet wurde. Dies entspricht der durch die International Water Association festgelegten Definition von Non revenue water.

### Benchmarking
Benchmarking wird schon seit langem von deutschen Versorgungsbetrieben angewandt, allerdings nicht in einer systematischen und umfassenden Weise. 1998 organisierte das Bundesministerium für Bildung und Forschung zusammen mit dem Wirtschaftsforschungsinstitut RWI und 14 Versorgungsbetrieben einen Ideenwettbewerb zur Reduzierung der Kosten der Trinkwasserversorgung und Abwasserentsorgung. In diesem Rahmen wurden Kriterien zur Bewertung der Stärken und Schwächen der Versorgungsbetriebe entwickelt. Teilnehmende Unternehmen berichten, dass ihre Betriebskosten nach zwei bis drei Jahren um etwa 5 % gesunken seien. DVGW und DWA haben gemeinsam ein freiwilliges Benchmarking-System auf vertraulicher Basis entwickelt. Die Verbände bezeichnen das System als außerordentlich erfolgreich.
Deutsche Versorgungsbetriebe haben sich bisher nicht an internationalem Benchmarking beteiligt wie beispielsweise das International Benchmarking Network IB-Net, das seine Ergebnisse der Öffentlichkeit zugänglich macht. IB-Net, das von der Weltbank ins Leben gerufen wurde, enthält bisher vorwiegend Daten von Versorgungsbetrieben aus Entwicklungsländern.

## Preise und Gebühren
Laut Gesetz (Kommunalabgabengesetze oder Betriebsgesetze der Länder) müssen die Preise und Gebühren für Wasser und Abwasser in Deutschland die vollen Kosten der Bereitstellung und Entsorgung decken, einschließlich des Wiederanschaffungswerts von Kapitalanlagen und der Verzinsung des Eigenkapitals. Anders als in manch anderen Ländern (beispielsweise in England und Wales oder in Chile) sehen die einschlägigen Gesetze keine Überprüfung der Effizienz der Investitionen und des Betriebs als Teil des Genehmigungsverfahrens für Preis- und Gebührenanpassungen vor. Man spricht von Preisen bei der Bereitstellung durch privatrechtlich organisierte kommunale Unternehmen und von Gebühren bei der Bereitstellung durch öffentlich-rechtlich organisierte kommunale Eigenbetriebe.

### Kartellverfahren gegen überhöhte Wasserpreise
Hessen ist als erstes Bundesland in der Geschichte der Bundesrepublik im Mai 2007 gegen seiner Ansicht nach überhöhte Wasserpreise vorgegangen. Das Landeswirtschaftsministerium unter Alois Rhiel (CDU) gab eine Studie in Auftrag, in der die Wasserpreise in ausgewählten hessischen Städten mit den Wasserpreisen in Städten außerhalb Hessens verglichen wurden. Aufgrund der Ergebnisse der Studie verfügte das Ministerium, dass die städtischen Eigenunternehmen in Wetzlar, Frankfurt und Kassel ihre Wasserpreise um bis zu 37 Prozent senken müssten. Die Unternehmen klagten gegen die Verfügung, verloren aber sowohl vor dem Oberlandesgericht Frankfurt als auch im Februar 2010 vor dem Bundesgerichtshof. Der Verband kommunaler Unternehmen (VKU) merkte an, dass sich die Preisunterschiede durch die unterschiedlichen örtlichen Gegebenheiten erklärten. In seiner Begründung sagte das Gericht, dass das „scharfe Schwert der Kontrollbefugnis nicht stumpf werden dürfe, indem an die Gleichartigkeit der Vergleichsunternehmen überhöhte Anforderungen gestellt würden“. Sachsen-Anhalt kündigte daraufhin an, die Wasserpreise ebenfalls genauer zu untersuchen. Der hessische Wirtschaftsminister Dieter Posch (FDP) sprach von einem „großen Sieg für die Verbraucher“, der „Signalwirkung über Hessen hinaus“ habe. Der Bundesverband der Energie- und Wasserwirtschaft (BDEW) kritisierte, die Entscheidung führe zu „massiver Rechtsunsicherheit“ und stelle den wirtschaftlichen Betrieb „teilweise in Frage“. Der Verband kündigte eine „Kundenbilanz“ an, durch die sich „auf anschauliche Weise nachvollziehen“ ließe, „wie sich bei diesen Unternehmen der Preis für die unterschiedlichen Leistungen zusammensetzt“. Im September 2010 forderte der Hessische Städtetag in einem Brief an Ministerpräsident Volker Bouffier, keine weiteren Kartellverfügungen zu erlassen. Außerdem drohte der Verband mit einer landesweiten Umwandlung von Preisen in Gebühren, um sich der Kartellaufsicht zu entziehen. Daraufhin, so wurde berichtet, wird nun der Landesrechnungshof anstatt des Wirtschaftsministeriums die Kostenstruktur der Wasseranbieter in Frankfurt und Kassel prüfen. Die Kartellverfahren würden vorerst nicht weiter verfolgt werden.

### Vergleich von Wasserpreisen und -gebühren
Wasserpreise und -gebühren lassen sich auf zwei Arten vergleichen: in Form der monatlichen Rechnung für einen bestimmten Verbrauch oder per Kubikmeter. Da es auch verbrauchsunabhängige Gebühren gibt, deren Höhe je nach Unternehmen stark schwankt, ist der Vergleich monatlicher Rechnungen angemessener als nur der Vergleich der Gebühren pro Kubikmeter.

#### Vergleich zwischen deutschen Städten
Laut einer Untersuchung von Spiegel Online vom Mai 2007 beträgt die jährliche Wasser- und Abwasserrechnung eines Ein-Personen-Haushalts bei einem Wasserverbrauch von 125 Litern pro Tag im Durchschnitt aller untersuchten Städte 151 Euro. Dabei gibt es jedoch große Unterschiede zwischen den Regionen. Besonders viel kostet Wasser in Ostdeutschland und in Nordrhein-Westfalen. Im Norden und Süden ist es vergleichsweise billig. In Essen zahlt ein Ein-Personen-Haushalt 256 Euro im Jahr. Im benachbarten Bochum kostet die gleiche Menge Wasser nur die Hälfte. Insgesamt müssen die Essener 340 Prozent von dem bezahlen, was die Bürger in Augsburg zahlen – dort ist Wasser im Bundesvergleich am günstigsten.
Einer Untersuchung des Institut der deutschen Wirtschaft zufolge, ist die Wasser- und Abwasserrechnung für einen Vier-Personen-Haushalt in Potsdam mit jährlich 786,48 Euro am teuersten und in Karlsruhe mit 226,32 Euro am niedrigsten. Die regional unterschiedlichen Kosten sind auf mehrere Faktoren zurückzuführen: Äußere Bedingungen wie Topographie, Bevölkerungsdichte und Art des verwendeten Rohwassers sind regional verschieden und spielen bei der Festsetzung der Preise und Gebühren eine entscheidende Rolle.
Eine Erklärung für die hohen Wasserpreise in den neuen Bundesländern sind die hohen Investitionskosten nach der Wiedervereinigung.

#### Internationaler Vergleich
Laut einer 2006 vom BGW in Auftrag gegebenen Studie war die durchschnittliche Wasserrechnung eines Haushalts mit 82 Euro pro Jahr niedriger als in Frankreich sowie in England und Wales. Dies ist auch der Fall, wenn Unterschiede im Grad der Subventionierung und in der Servicequalität in die Rechnung einbezogen werden. Bei der Abwasserentsorgung ist die durchschnittliche Rechnung mit 111 Euro im Jahr in Deutschland höher als in den Vergleichsländern. Bei der Berücksichtigung von Subventionen und Unterschieden in der Servicequalität sind die Gebühren in Deutschland allerdings wiederum geringer als in Frankreich sowie in England und Wales. Es ist bei den Vergleichen noch zu beachten, dass die Versorgungsunternehmen in Deutschland die Abwassergebühren anhand des Trinkwasserverbrauchs berechnen, wobei z. B. das Regenwasser, das teilweise auch in die Abwasserleitungen fließt, oft nicht berücksichtigt wird.

### Preise und Gebühren pro Kubikmeter
Im Jahr 2004 betrugen die Wasserpreise und -gebühren durchschnittlich 1,81 Euro pro Kubikmeter einschließlich Mehrwertsteuer und die Abwassergebühren 2,14 Euro pro Kubikmeter. Die Preise und Gebühren sind in den vergangenen zehn Jahren inflationsbereinigt stabil geblieben.
Die Preise und Gebühren schwanken stark je nach Betreiber. Im Jahre 2005 betrugen die Wasserpreise und -gebühren laut BGW 2,34 Euro pro Kubikmeter im Landesdurchschnitt in Sachsen, jedoch nur 1,31 Euro pro Kubikmeter in Schleswig-Holstein. Das Consulting-Unternehmen NUS vergleicht regelmäßig Wasserpreise in 16 Industrieländern, wobei die Preise pro Kubikmeter als Vergleichsmaßstab benutzt werden. Laut NUS waren die Wasserpreise in Deutschland mit umgerechnet 2,25 US-Dollar gemeinsam mit jenen in Dänemark die höchsten unter den 16 Ländern.
Allerdings lassen sich die hohen Preise und Gebühren pro Kubikmeter in Deutschland auch dadurch erklären, dass der Wasserverbrauch in Deutschland verhältnismäßig niedrig und der größte Teil der Kosten der Trinkwasserversorgung und Abwasserentsorgung mengenunabhängig ist. Ein niedrigerer Verbrauch kann daher aufgrund des Kostendeckungsgebots nach einiger Zeit zu höheren Preisen und Gebühren führen, so dass die Höhe der Wasserrechnung sich schließlich kaum verändert.

### Wasserzähler

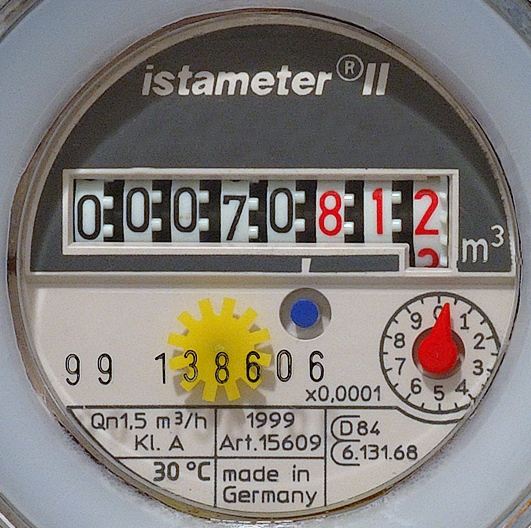
Wasserzähler

Nahezu alle Gebäude in Deutschland verfügen über Wasserzähler. Allerdings haben die meisten Mietwohnungen in Häusern älteren Baujahres keine eigenen Wasserzähler, so dass Mieter nur einen geringen finanziellen Anreiz zum Wassersparen haben. Die Kosten werden in solchen Fällen entweder pro Kopf oder pro Quadratmeter berechnet.

### Indirekte Gebühren
Gebühren für die Wasserentnahme und Abwasserabgabe werden von den Versorgungsbetrieben an das jeweilige Bundesland entrichtet. Sie gehen in die Kosten der Versorgungsbetriebe ein und werden indirekt dem Verbraucher in Rechnung gestellt.
Wasserentnahmeentgelt. Derzeit erheben dreizehn Bundesländer in Deutschland ein Wasserentnahmeentgelt. Die Ausgestaltung der Abgabenkonstruktion ist hierbei nicht einheitlich geregelt und unterscheidet sich bezüglich einer Erhebung auf Grund- und/oder Oberflächenwasser, dem Aufkommen, den Verwendungszwecken und den Ausnahmeregelungen für verschiedene Nutzergruppen.
Abwasserabgabe. Versorgungsbetriebe sind laut Abwasserabgabengesetz auch zur Zahlung einer Abwasserabgabe für die Einleitung in Gewässer verpflichtet, deren Höhe von der Schädlichkeit des Abwassers abhängt. Die Schädlichkeit wird durch den chemischen Sauerstoffbedarf, den Gehalt an Phosphor, Stickstoff, organische Halogenverbindungen und Metallen sowie an der Giftigkeit gegenüber Fischeiern gemessen. Die Abwasserabgabe soll einen Anreiz dafür schaffen, Abwasser über den gesetzlich vorgeschriebenen Grad hinaus zu reinigen. Etwa drei Prozent der Kosten der Abwasserentsorgung entfällt auf Abwasserabgaben.

## Investitionen und Finanzierung
Die Sektorinvestitionen betragen jährlich ungefähr acht Milliarden Euro (100 Euro pro Kopf), darunter 5,5 Milliarden Euro für die Abwasserentsorgung und 2,5 Milliarden Euro für die Trinkwasserversorgung. Die Finanzierung erfolgt über Schuldverschreibungen und über die Gebühren der Verbraucher. Diese werden von den Gemeinden als Kommunalanleihen oder durch die Versorgungsbetriebe selbst aufgenommen. Die KfW vergibt langfristige Kredite mit bis zu 30 Jahren Laufzeit (Kommunalkredit), die auch für die Trinkwasserversorgung und Abwasserentsorgung verwendet werden. Nach Angaben des Bundesministeriums für Umwelt, Naturschutz und Reaktorsicherheit investieren die Wasserversorger jährlich rund 2 Mrd. Euro für den Erhalt ihrer Anlagen.

## Veränderungsdruck
Das über mehrere Jahrzehnte gewachsene komplexe sozio-technische System der Wasserver- und Abwasserentsorgung gerät zunehmend unter Veränderungsdruck. Neben den steigenden Anforderungen an Ressourceneffizienz und ökologischer Nachhaltigkeit sind es insbesondere Probleme, die sich aufgrund demographischer Veränderungen und des Klimawandels ergeben. Durch den Bevölkerungsrückgang in Deutschland sind die auf wachsenden Verbrauch ausgelegten Systeme zunehmend unterausgelastet und haben in einigen Fällen bereits Funktionsschwellen unterschritten. Dieses Phänomen ist besonders in den Neuen Bundesländern zu beobachten, wo strukturschwache Regionen von starken Abwanderungsbewegungen betroffen sind.
Verschärft wird die Problematik durch ein verändertes Konsumverhalten („Wassersparen“), sparsamere Haushaltstechnologien und einem drastischen Rückgang des gewerblichen Wasserverbrauchs. Auch der Klimawandel beeinträchtigt den Wassersektor, da infolge vermehrter niederschlagsreicher Perioden die Entwässerungssysteme stärker beansprucht werden. Andererseits führen längere Trockenperioden zu Engpässen bei der regionalen Wasserbereitstellung.